# Kids' Choice Awards 2003
La 15ª edizione dei Nickelodeon Kids' Choice Awards si è svolta il 12 aprile 2003 presso il complesso Barker Hangar di Santa Monica. L'edizione è stata condotta per l'ultima e ottava volta di fila da Rosie O'Donnell.
I presentatori del pre-show sono stati Brent Popolizio e Candace Bailey; ad annunciare lo show vi sono state le voci di Daran Norris e Susanne Blakeslee, doppiatori nella serie animata Due fantagenitori.
All'evento si sono esibiti il cantante Justin Timberlake col singolo "Rock Your Body" e il gruppo B2K con i brani "That Girl" e "Girlfriend".

## Candidature
I vincitori sono indicati in grassetto.

### Televisione

#### Serie TV preferita
- Lizzie McGuire
- All That
- Friends
- Settimo cielo

#### Attore televisivo preferito
- Frankie Muniz – Malcolm
- Adam Lamberg – Lizzie McGuire
- Nick Cannon – The Nick Cannon Show
- Bernie Mac – The Bernie Mac Show

#### Attrice televisiva preferita
- Amanda Bynes – The Amanda Show
- Hilary Duff – Lizzie McGuire
- Melissa Joan Hart – Sabrina, vita da strega
- Jennifer Aniston – Friends

#### Serie animata preferita
- SpongeBob
- I Simpson
- Kim Possible
- Rugrats

### Cinema

#### Film preferito
- Austin Powers in Goldmember, regia di Jay Roach
- Harry Potter e la camera dei segreti (Harry Potter and the Chamber of Secrets), regia di Chris Columbus
- L'era glaciale (Ice Age), regia di Chris Wedge
- Spider-Man, regia di Sam Raimi

#### Attore cinematografico preferito
- Adam Sandler – Mr. Deeds
- Will Smith – Men in Black II
- Mike Myers – Austin Powers in Goldmember
- Jackie Chan – Lo smoking

#### Attrice cinematografica preferita
- Amanda Bynes – Big Fat Liar
- Halle Berry – La morte può attendere
- Kirsten Dunst – Spider-Man
- Jennifer Lopez – Un amore a 5 stelle

#### Voce in un film d'animazione preferita
- Adam Sandler  – Otto notti di follie
- Matt Damon – Spirit - Cavallo selvaggio
- Denis Leary – L'era glaciale
- Ray Romano– L'era glaciale

#### Peto preferito in un film
- Scooby-Doo
- Austin Powers in Goldmember
- Il maestro cambiafaccia
- Missione coccodrillo

### Musica

#### Gruppo musicale preferito
- B2K
- Baha Men
- Destiny's Child
- *NSYNC

#### Cantante maschile preferito
- Nelly
- Bow Wow
- Lil' Romeo
- Justin Timberlake

#### Cantante femminile preferita
- Ashanti
- Britney Spears
- Jennifer Lopez
- P!nk

#### Canzone preferita
- "Sk8er Boi" – Avril Lavigne
- Dilemma – Nelly feat. Kelly Rowland
- Girlfriend (The Neptunes Remix) – *NSYNC feat. Nelly
- Jenny from the Block – Jennifer Lopez

### Sport

#### Atleta maschile preferito
- Tony Hawk
- Shaquille O'Neal
- Kobe Bryant
- Tiger Woods

#### Atleta femminile preferita
- Michelle Kwan
- Mia Hamm
- Serena Williams
- Venus Williams

#### Squadra sportiva preferita
- Los Angeles Lakers
- Los Angeles Angels
- Miami Dolphins
- New York Yankees

### Miscellanea

#### Videogioco preferito
- SpongeBob SquarePants: Revenge of the Flying Dutchman
- Harry Potter e la camera dei segreti
- Mario Party 4
- Spider-Man

#### Libro preferito
- Una serie di sfortunati eventi
- Harry Potter
- Capitan Mutanda
- Double Fudge

#### Spaccaculi preferito
- Jackie Chan – Lo smoking
- Dwayne Johnson – Il Re Scorpione
- Tobey Maguire – Spider-Man
- Elijah Wood – Il Signore degli Anelli - Le due torri

#### Spaccaculi preferita
- Jennifer Love Hewitt – Lo smoking
- Halle Berry – La morte può attendere
- Sarah Michelle Gellar – Buffy l'ammazzavampiri
- Beyoncé – Austin Powers in Goldmember

### Premi speciali

#### Wannabe Award
- Will Smith

#### Miglior rutto
- Justin Timberlake